# 52e Primetime Emmy Awards
De 52e Primetime Emmy Awards, waarbij prijzen werden uitgereikt in verschillende categorieën voor de beste Amerikaanse televisieprogramma's die in primetime werden uitgezonden tijdens het televisieseizoen 1999-2000, vond plaats op 10 september 2000 in het Shrine Auditorium in Los Angeles, Californië.

## Winnaars en nominaties - televisieprogramma's
(De winnaars staan bovenaan in vet lettertype.)

#### Dramaserie
(Outstanding Drama Series)
- The West Wing
  - ER
  - Law & Order
  - The Practice
  - The Sopranos

#### Komische serie
(Outstanding Comedy Series)
- Will & Grace
  - Everybody Loves Raymond
  - Frasier
  - Friends
  - Sex and the City

#### Miniserie
(Outstanding Mini Series)
- The Corner
  - Arabian Nights
  - The Beach Boys: An American Family
  - Jesus
  - P.T. Barnum

#### Televisiefilm
(Outstanding Made for Television Movie)
- Tuesdays With Morrie
  - Annie
  - If These Walls Could Talk 2
  - Introducing Dorothy Dandridge
  - RKO 281

#### Varieté-, Muziek- of komische show
(Outstanding Variety, Music or Comedy Series)
- Late show with David Letterman
  - The Chris Rock Show
  - Dennis Miller Live
  - Politically Incorrect
  - The Tonight Show with Jay Leno

## Winnaars en nominaties - acteurs

### Hoofdrollen

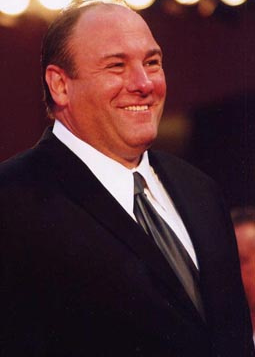
James Gandolfini (The Sopranos), winnaar mannelijke hoofdrol in een dramaserie

#### Mannelijke hoofdrol in een dramaserie
(Outstanding Lead Actor in a Drama Series)
- James Gandolfini als Tony Soprano in The Sopranos
  - Dennis Franz als Andy Sipowicz in NYPD Blue
  - Jerry Orbach als Lennie Briscoe in Law & Order
  - Martin Sheen als Josiah Bartlet in The West Wing
  - Sam Waterston als Jack McCoy in Law & Order

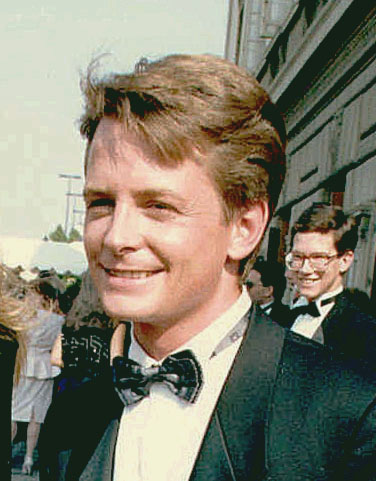
Michael J. Fox (Spin City), winnaar mannelijke hoofdrol in een komische serie

#### Mannelijke hoofdrol in een komische serie
(Outstanding Lead Actor in a Comedy Series)
- Michael J. Fox als Mike Flaherty in Spin City
  - Kelsey Grammer als Frasier Crane in Frasier
  - John Lithgow als Dick Solomon in 3rd Rock from the Sun
  - Eric McCormack als Will Truman in Will & Grace
  - Ray Romano als Ray Barone in Everybody Loves Raymond

#### Mannelijke hoofdrol in een miniserie of televisiefilm
(Outstanding Lead Actor in a Miniseries or Movie)
- Jack Lemmon als Morrie Schwartz in Tuesdays With Morrie
  - Beau Bridges als P.T. Barnum in P.T. Barnum
  - Brian Dennehy als Willy Loman in Death of a Salesman
  - William H. Macy als Terry Thorpe in A Slight Case of Murder
  - Liev Schreiber als Orson Welles in RKO 281

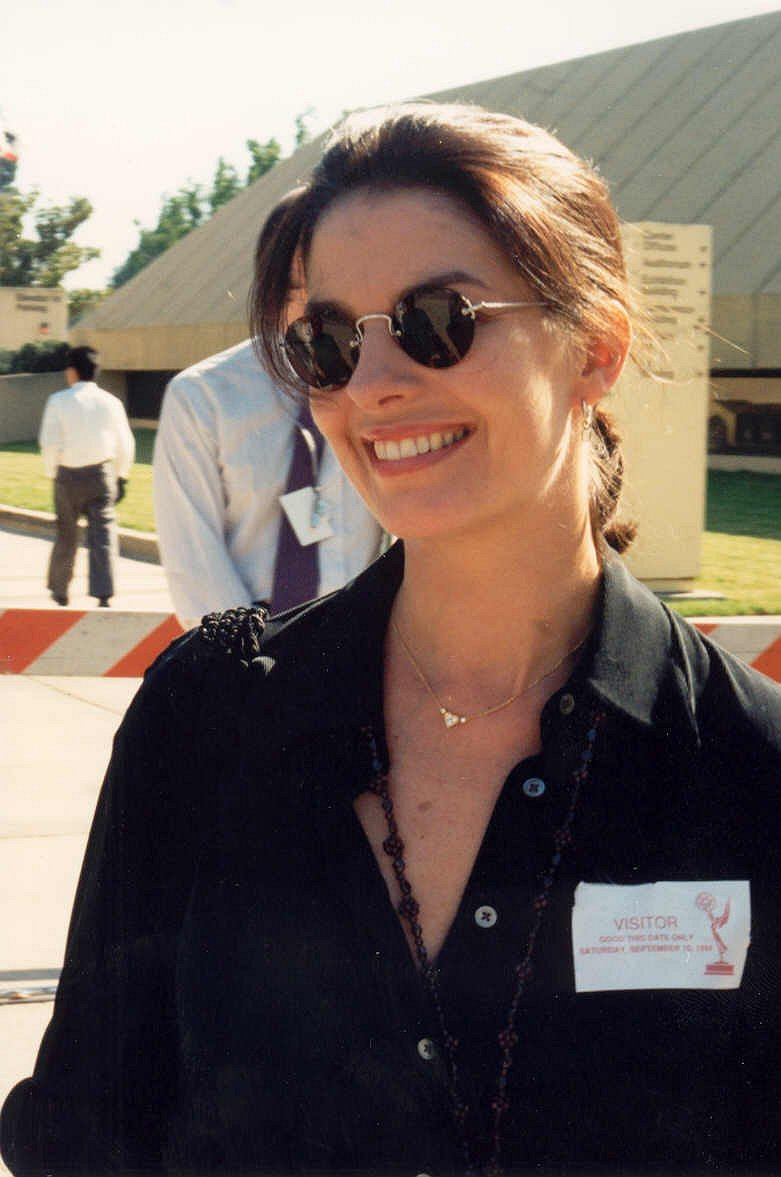
Sela Ward (Once and Again), winnaar vrouwelijke hoofdrol in een dramaserie

#### Vrouwelijke hoofdrol in een dramaserie
(Outstanding Lead Actress in a Drama Series)
- Sela Ward als Lily Manning in Once and Again
  - Lorraine Bracco als Jennifer Melfi in The Sopranos
  - Amy Brenneman als Amy Gray in Judging Amy
  - Edie Falco als Carmela Soprano in The Sopranos
  - Julianna Margulies als Carol Hathaway in ER

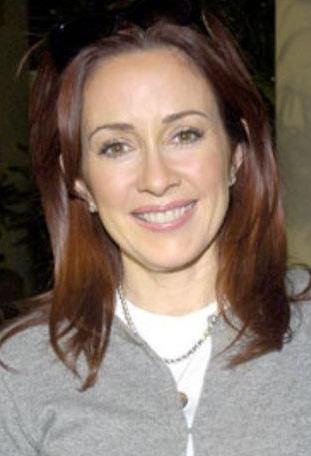
Patricia Heaton (Everybody Loves Raymond), winnaar vrouwelijke hoofdrol in een komische serie

#### Vrouwelijke hoofdrol in een komische serie
(Outstanding Lead Actress in a Comedy Series)
- Patricia Heaton als Debra Barone in Everybody Loves Raymond
  - Jenna Elfman als Dharma Montgomery in Dharma & Greg
  - Jane Kaczmarek als Lois in Malcolm in the Middle
  - Debra Messing als Grace Adler in Will & Grace
  - Sarah Jessica Parker als Carrie Bradshaw in Sex and the City

#### Vrouwelijke hoofdrol in een miniserie of televisiefilm
(Outstanding Lead Actress in a Miniseries or a Movie)
- Halle Berry als Dorothy Dandridge in Introducing Dorothy Dandridge
  - Judy Davis als Paula in A Cooler Climate
  - Sally Field als Iris in A Cooler Climate
  - Holly Hunter als Ruby Kincaid in Harlan County War
  - Gena Rowlands als Georgia Porter in The Color of Love: Jacey's Story

### Bijrollen

#### Mannelijke bijrol in een dramaserie
(Outstanding Supporting Actor in a Drama Series)
- Richard Schiff als Toby Ziegler in The West Wing
  - Michael Badalucco als Jimmy Berluti in The Practice
  - Dominic Chianese als Junior Soprano in The Sopranos
  - Steve Harris als Eugene Young in The Practice
  - John Spencer als Leo McGarry in The West Wing

#### Mannelijke bijrol in een komische serie
(Outstanding Supporting Actor in a Comedy Series)
- Sean Hayes als Jack McFarland in Will & Grace
  - Peter Boyle als Frank Barone in Everybody Loves Raymond
  - Brad Garrett als Robert Barone in Everybody Loves Raymond
  - Peter MacNicol als John Cage in Ally McBeal
  - David Hyde Pierce als Niles Crane in Frasier

#### Mannelijke bijrol in een miniserie of televisiefilm
(Outstanding Supporting Actor in a Miniseries or Movie)
- Hank Azaria als Mitch Albom in Tuesdays With Morrie
  - Klaus Maria Brandauer als Otto Preminger in Introducing Dorothy Dandridge
  - James Cromwell als William Randolph Hearst in RKO 281
  - John Malkovich als Herman J. Mankiewicz in RKO 281
  - Danny Glover als Will Walker in Freedom Song

#### Vrouwelijke bijrol in een dramaserie
(Outstanding Supporting Actress in a Drama Series)
- Allison Janney als C.J. Cregg in The West Wing
  - Stockard Channing als Abbey Bartlet in The West Wing
  - Tyne Daly als Maxine Gray in Judging Amy
  - Nancy Marchand als Livia Soprano in The Sopranos
  - Holland Taylor als Roberta Kittleson in The Practice

#### Vrouwelijke bijrol in een komische serie
(Outstanding Supporting Actress in a Comedy Series)
- Megan Mullally als Karen Walker in Will & Grace
  - Jennifer Aniston als Rachel Green in Friends
  - Kim Cattrall als Samantha Jones in Sex and the City
  - Lisa Kudrow als Phoebe Buffay in Friends
  - Doris Roberts als Marie Barone in Everybody Loves Raymond

#### Vrouwelijke bijrol in een miniserie of televisiefilm
(Outstanding Supporting Actress in a Miniseries or Movie)
- Vanessa Redgrave als Edith Tree in If These Walls Could Talk 2
  - Kathy Bates als Miss Hannigan in Annie
  - Elizabeth Franz als Linda Loman in Death of a Salesman
  - Melanie Griffith als Marion Davies in RKO 281
  - Maggie Smith als Betsey Trotwood in David Copperfield

### Gastrollen

#### Mannelijke gastrol in een dramaserie
(Outstanding Guest Actor in a Drama Series)
- James Whitmore als Raymond Oz in The Practice
  - Alan Alda als Dr. Gabriel Lawrence in ER
  - Paul Dooley als Philip Swackheim in The Practice
  - Kirk Douglas als Ros in Touched by an Angel
  - Henry Winkler als Henry Olson in The Practice

#### Mannelijke gastrol in een komische serie
(Outstanding Guest Actor in a Comedy Series)
- Bruce Willis als Paul Stevens in Friends
  - Anthony LaPaglia als Simon Moon in Frasier
  - William H. Macy als Sam Donovan in Sports Night
  - Carl Reiner als Sid Barry in Beggars and Choosers
  - Tom Selleck als Dr. Richard Burke in Friends

#### Vrouwelijke gastrol in een dramaserie
(Outstanding Guest Actress in a Drama Series)
- Beah Richards als Gertrude Turner in The Practice
  - Jane Alexander als Regina Mulroney in Law & Order en Law & Order: Special Victims Unit
  - Kathy Baker als Ellen Sawyer in Touched by an Angel
  - Marlee Matlin als Sally Berg in The Practice
  - Tracy Pollan als Harper Anderson in Law & Order: Special Victims Unit

#### Vrouwelijke gastrol in een komische serie
(Outstanding Guest Actress in a Comedy Series)
- Jean Smart als Lorna Lenley in Frasier
  - Beatrice Arthur als Mrs. White in Malcolm in the Middle
  - Cheri Oteri als Cindy in Just Shoot Me!
  - Debbie Reynolds als Bobbie Adler in Will & Grace
  - Holland Taylor als Letitia Devine in The Lot